# Wilk samurajski
Wilk samurajski, wilk Ezo (Canis lupus hattai) – wymarły podgatunek wilka szarego, drapieżnego ssaka z rodziny psowatych (Canidae), który zamieszkiwał wyspę Hokkaido.
Jego wymiary były większe niż wilka karłowatego, był też bardziej podobny do zwykłych wilków szarych ze stałego lądu. Wilki Ezo wymarły prawdopodobnie w 1889 roku w wyniku podtruwania przez rolników.